# Казати, Габрио
Га́брио Каза́ти (итал. Gabrio Casati; 2 августа 1798, Милан — 13 ноября 1873, Милан) — итальянский государственный деятель.
Будучи подестой в Милане в 1837—1848 годах, старался смягчить гнёт австрийцев. Когда вспыхнула революция 1848 года, он принял на себя председательство во временном правительстве, выступал за присоединение Ломбардии к Пьемонту и был одно время первым министром короля Карла-Альберта.
В 1859—1860 годах будучи министром образования Сардинского королевства, провёл так называемый «Закон Казати» об устройстве образовательной системы в стране. Этим законом, в частности, устанавливалось, что университетское образование подведомственно центральной власти, среднее образование — провинциальной, а начальное — местной). Этот закон стал в дальнейшем и основой образовательной системы объединённой Италии.
В 1865—1870 годах Казати был председателем итальянского парламента.